# 熱列比利夫卡 (莫吉利夫-波季利西基區)
48°36′3″N 27°37′48″E / 48.60083°N 27.63000°E
熱列比利夫卡（烏克蘭語：Жеребилівка），是烏克蘭西南部的村莊，隸屬文尼察州的莫希利夫-波季利斯基區。該村始建於1861年，面積2.5平方公里，海拔高度143米，2001年人口459，人口密度每平方公里183.6人。